# Odile Wolfs
O.M.T. (Odile) Wolfs (1952) is een Nederlands politica voor de Partij van de Arbeid (PvdA). Zij was tot 31 december 2018 burgemeester van de gemeente Onderbanken.

## Levensloop
Wolfs werd geboren als zesde in een gezin van zeven kinderen. Haar ouders waren eigenaar van een café-restaurant-pension-drankenhandel in Gronsveld. Haar jeugd bracht Wolfs door in Gronsveld. Op haar 19e ging zij werken als kleuterleidster in Cadier en Keer. Na anderhalf jaar werd zij hoofd van de school. In 1978 werd zij gekozen als jongste statenlid namens PvdA. Na jaren actief te zijn geweest als statenlid werd Wolfs in 1999 gedeputeerde namens PvdA.
Wolfs gaf in 2010 aan een punt te zetten achter de provinciale politiek nadat zij 33 jaar actief is geweest voor de provincie Limburg. Vervolgens werd zij gevraagd als voorzitter van de lokale PvdA afdeling Eijsden-Margraten. In 2013 werd bekend dat zij voor diezelfde afdeling op een verkiesbare plaats kwam voor de gemeenteraadsverkiezingen. Tijdens de gemeenteraadsverkiezingen werd zij verkozen tot raadslid.
Op 1 maart 2015 volgde zij Mirjam Clermonts-Aretz op als waarnemend burgemeester en later als burgemeester van de gemeente Onderbanken Ze bleef aan tot de fusie met de gemeenten Nuth en Schinnen op 1 januari 2019.
Wolfs is maatschappelijk betrokken. Naast haar politieke functies is zij lid van diverse verenigingen en stichtingen.

### Persoonlijk
Wolfs is moeder van een zoon en een dochter.